# Manbuk
Manbuk est une ville d'Éthiopie, située dans la zone Metekel de la région Benishangul-Gumaz, dans le woreda Dangur.
Elle se trouve à 1 200 mètres d'altitude.